# Mühlebach (Naturschutzgebiet)
Das Gebiet Mühlebach war ein mit Verordnung vom 20. April 1995 des Regierungspräsidiums Tübingen ausgewiesenes Naturschutzgebiet (NSG-Nummer 4.258) im Südwesten der baden-württembergischen Gemeinde Ostrach im Landkreis Sigmaringen in Deutschland. Es ist am 9. Januar 2017 im Naturschutzgebiet Pfrunger-Burgweiler Ried aufgegangen.

## Lage
Das rund 28 Hektar große Naturschutzgebiet Mühlebach gehörte naturräumlich zum Oberschwäbischen Hügelland. Es lag 5,6 Kilometer südwestlich der Ostracher Ortsmitte, zwischen den Teilorten Waldbeuren und Ulzhausen, auf einer mittleren Höhe von 635 m ü. NN, südlich der Kreisstraße 8272.
Es handelte sich im Wesentlichen um einen vermoorten Quellhang an einer nach Nordosten ausgerichteten Flanke der äußeren Jungendmoräne. Die Quellen treten über undurchlässigen Molasseschichten zutage und führen besonders im Nordwestteil des geschützten Areals recht kalkreiches Wasser.

## Schutzzweck
Wesentlicher Schutzzweck war die Erhaltung des hochwertigen Feuchtgebietes mit seinen Kopfbinsen- und Seggenriedern, Schilf‑ und Hochstaudenbeständen, Feuchtwiesen und naturnahen Weichholzbeständen als Lebensraum für eine stark bedrohte Tier‑ und Pflanzenwelt sowie die Sicherstellung des Tertiäraufschlusses als geologisches Denkmal und des Mühlebachs als kulturhistorisches Denkmal. Daneben sollen auch die vorhandenen Streuobstbestände, die laubholzbestandenen Raine sowie die aufgelassene Kiesgrube geschützt werden.
Schutzzweck war außerdem die ökologische Verbesserung des Gebietes durch geeignete Pflege‑ und Gestaltungsmaßnahmen.

### Partnerschutzgebiete
Das Naturschutzgebiet Mühlebach grenzte an das FFH-Gebiets „Pfrunger Ried und Seen bei Illmensee“ (8122342) und war Teil des Vogelschutzgebiets „Pfrunger und Burgweiler Ried“ (8022-401).

## Flora und Fauna
Bislang ließen sich im Mühlebach-Gelände 204 Pflanzenarten nachweisen, zehn von ihnen gelten in Baden-Württemberg als vom Aussterben bedroht und neun als schonungsbedürftig. Sechs dieser Arten sind gesetzlich geschützt. Zu den floristischen Raritäten gehören etliche Orchideenarten, der Rundblättrige Sonnentau, der Fieberklee und verschiedene Sauergräser.

## Name
Seinen Namen hatte das Schutzgebiet von dem parallel zum Hang verlaufenden Mühlebach, einem künstlichen Gewässer, das für den Antrieb einer Mühle in Waldbeuren angelegt wurde. Gespeist wird der Bach durch die Umleitung einer Quelle bei Ulzhausen und durch weitere Hangquellen in seinem Einzugsbereich.